# Mélodie d’amour
Mélodie d’amour – singel francuskiego zespołu muzycznego Kaoma, wydany w 1989 roku nakładem wytwórni płytowych Epic Records oraz CBS Records. Za produkcję oraz aranżację singla odpowiedzialny był Jean-Claude Bonaventure.
Singel uzyskał status srebrnej płyty we Francji. Utwór dotarł do 11. miejsca na cotygodniowej liście przebojów Top Singles & Titres we Francji, 15. pozycji w zestawieniu MegaCharts w Holandii oraz 43. pozycji na flandryjskiej liście Ultratop 50 Singles w Belgii.

## Listy utworów i formaty singla
| Maxi-Single 1. „Mélodie d’amour” (Remic Club) 2. „Mélodie d’amour” (Remix 45 T.) 3. „Mélodie d’amour” (Version Instrumentale) 7" Vinyl 1. „Mélodie d’amour” 2. „Lambamor” |  | 45 RPM 1. „Mélodie d’amour” 2. „Lambada” (Extended U.S. Remix) 3. „Lambamor” Mini Single 1. „Mélodie d’amour” 2. „Sopenala” |